# Rhizocephala
Los rizocéfalos (Rhizocephala) son un orden de crustáceos cirrípedos.

## Particularidades
Los rizocéfalos son exclusivamente parásitos de estructura muy sencilla. El nombre "Rhizocephala" se refiere a las "rels" con las que penetran a sus huéspedes. Todas las especies parasitan cangrejos decápodos.
Emparentados con los percebes, sólo se parecen a estos en su estadio larvario. Los adultos no tienen ningún miembro ni segmentación visible. Todos los órganos se encuentran anclados dentro del huésped, de tal manera que sólo una "cabeza" o parte externa formada por el aparato reproductor y el sistema nervioso central es visible a simple vista.
El rizocéfalo no mata a su huésped, pero el cangrejo huésped acaba en un estado de castración, puesto que el parásito ocupa el lugar de sus órganos genitales.

## Taxonomía
Según la revisión hecha al 2001 por Martin y Davis, los rizocéfalos son un superorden.
- Orden Akentrogonida Häfele, 1911
  - Género Pirusaccus Lützen, 1985
  - Género Polysaccus Lo & Lutzen, 1993
  - Familia Chthamalophilidae Bocquet-Védrine, 1961
  - Familia Clistosaccidae Boschma, 1928
  - Familia Duplorbidae Høeg & Rybakov, 1992
  - Familia Mycetomorphidae Høeg & Rybakov, 1992
  - Familia Polysaccidae Lützen & Takahashi, 1996
  - Familia Thompsoniidae Høeg & Rybakov, 1992
- Orden Kentrogonida Delage, 1884
  - Familia Lernaeodiscidae Boschma, 1928
  - Familia Peltogastridae Lilljeborg, 1860
  - Familia Sacculinidae Lilljeborg, 1860

- Datos: Q2341208
- Multimedia: Rhizocephala / Q2341208
- Especies: Rhizocephala